# Donald Tusk
Pour les articles homonymes, voir Donald et Tusk.
Donald Tusk (/ˈdɔnalt ˈtusk/), né le 22 avril 1957 à Gdańsk, est un homme d'État polonais. Il est président du Conseil des ministres de Pologne de 2007 à 2014 et à nouveau depuis 2023.
Élu parlementaire pour la première fois en 1991, il est vice-président du Sénat de 1997 à 2001 puis de la Diète entre 2001 et 2005. Candidat à l'élection présidentielle de 2005 avec le soutien de la Plate-forme civique (PO), parti libéral à la fondation duquel il a participé, il est battu par le conservateur Lech Kaczyński avec 46 % des voix au second tour.
À la suite de la victoire de la PO aux élections législatives de 2007, il est nommé président du Conseil des ministres et mène une politique économique libérale. Après avoir refusé de concourir à l'élection présidentielle de 2010, il voit sa coalition gouvernementale reconduite à l’issue du scrutin parlementaire de 2011. Il bat le record de longévité à cette fonction, avec 6 ans et 10 mois d'exercice du pouvoir.
En 2014, Donald Tusk quitte la tête du Gouvernement pour devenir président du Conseil européen jusqu'à 2019. À la fin de son second mandat, il préside de 2019 à 2022 le Parti populaire européen (PPE), qui regroupe principalement des partis de droite et de centre droit.
Il fait son retour dans la vie politique polonaise en 2021 en reprenant la direction de la Plate-forme civique, en déclin depuis son échec aux élections parlementaires de 2015. Alors que la Coalition civique, qu'il dirige, est devancée par le parti conservateur lors des élections parlementaires de 2023, il revient à la présidence du Conseil en s'associant avec les alliances Troisième Voie et La Gauche.

## Situation personnelle

### Origines
Donald Tusk appartient à la minorité cachoube de Pologne.
Son père, qui s’appelle également Donald Tusk (1930-1972), est charpentier, tandis que sa mère, Ewa Tusk (1934-2009), née Dawidowska, est secrétaire à l'université médicale de Gdańsk. Son grand-père paternel, Józef Tusk (pl) (1907-1987), fonctionnaire des chemins de fer, est incorporé dans la Wehrmacht en août 1944, en tant que citoyen de la ville libre de Dantzig annexée au Reich, avant de déserter quelques mois plus tard pour rejoindre l’armée polonaise de l’Ouest.[réf. nécessaire]

### Formation
Donald Tusk grandit à Gdańsk. Il estime que la ville lui a forgé des convictions européennes et déclare : « La cité s'est patiemment construite au cours des siècles, avec les Polonais, les Allemands, les Juifs, les Écossais et les Français […]. Pourtant, quelques jours ont suffi à Hitler et à Staline pour l'incendier et la mettre à terre. »
Dans sa jeunesse, il est un grand passionné de football, se décrivant lui-même par la suite comme un quasi-« hooligan ».
Après une scolarité au lycée Nicolas-Copernic de Gdańsk, il est étudiant en histoire à l’université de Gdańsk, d’où il sort diplômé en 1980 avec un mémoire consacré à Józef Piłsudski.[réf. nécessaire]

### Vie privée et familiale

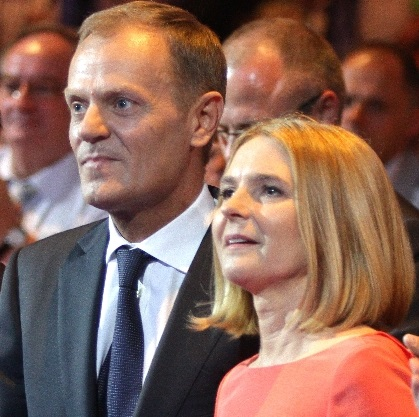
Donald Tusk et son épouse Małgorzata en 2011.

Donald Tusk et son épouse, Małgorzata, ont deux enfants : un fils, Michał (né en 1982), et une fille, Katarzyna (née en 1987).

## Ascension politique

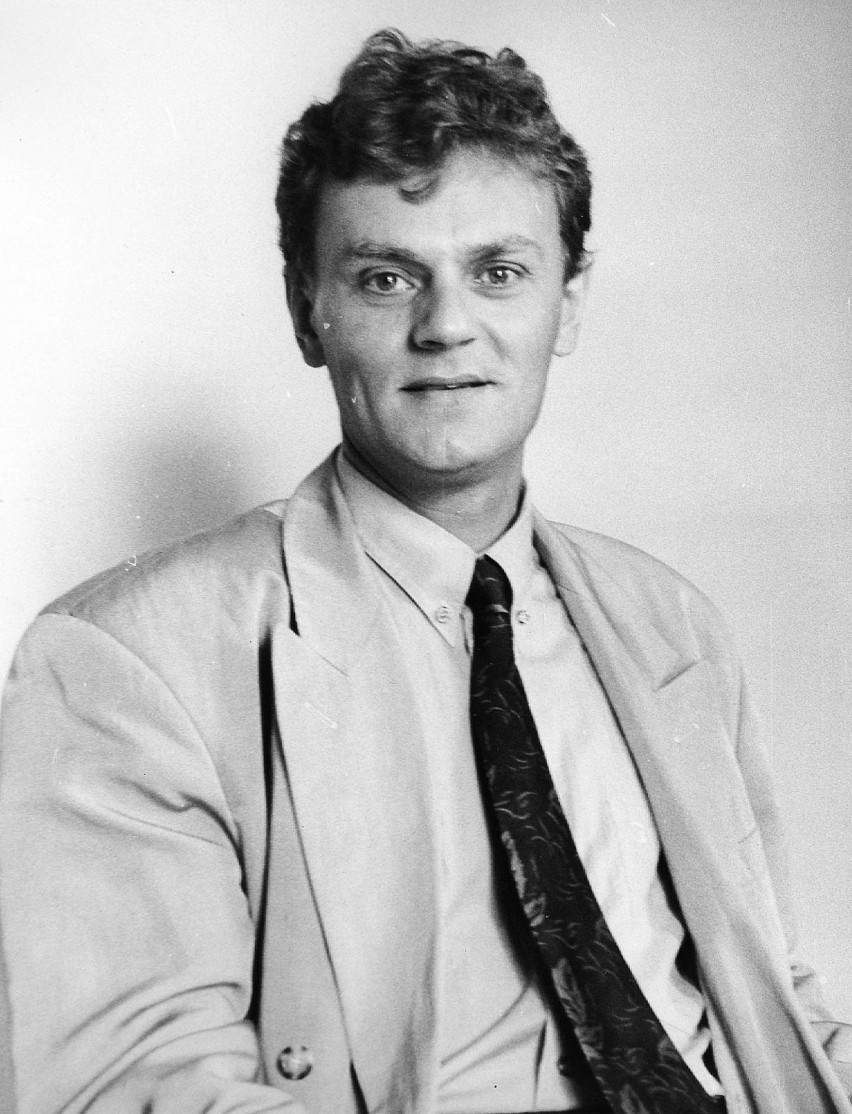
Portrait de Donald Tusk (date inconnue).

### Premiers mandats
À la fin de la dictature communiste, Donald Tusk est proche de la fédération de syndicats Solidarność, dont Gdańsk est le fief avec ses chantiers navals. Il crée une entreprise à une époque où une telle initiative est encore mal perçue.
En 1990, il participe à la fondation du Congrès libéral-démocrate (KLD), un parti politique libéral dont il prend la présidence le 19 mai 1991, à la suite de Janusz Lewandowski.
Aux élections législatives du 27 octobre suivant, il brigue un mandat à la Diète dans la circonscription de Gdańsk. Il obtient alors 38 778 votes préférentiels, soit le deuxième meilleur résultat, après Bogdan Borusewicz, et devient ainsi député. Il est l'un des initiateurs, en 1992, de la coalition à sept partis qui assure l'investiture d'Hanna Suchocka à la présidence du Conseil des ministres.
Il ne parvient pas à se faire réélire lors des élections législatives anticipées de 1993, le KLD n'ayant pas franchi le seuil de représentativité des 5 % des suffrages exprimés. Il organise alors la fusion de son parti avec l'Union démocratique (UD), donnant naissance à l'Union pour la liberté (UW) en avril 1994. Il est dès lors l'un des vice-présidents de l'UW.
Dans la perspective des élections sénatoriales de 1997, il est investi dans la circonscription de Gdańsk. Il remporte l'un des deux mandats en jeu, totalisant 221 343 voix et remportant le siège occupé au début de la décennie par Lech Kaczyński. À l'ouverture de la législature, le 21 octobre, il est désigné vice-président du Sénat.
Début 2001, il quitte l'UW, après avoir perdu l'élection à sa présidence contre Bronisław Geremek. Il participe alors à la fondation d'un nouveau parti libéral, nommé Plate-forme civique (PO), avec Andrzej Olechowski et Maciej Płażyński. Pour les élections législatives de 2001, il se présente dans la nouvelle circonscription de Gdynia. Il y assure son retour à la Diète avec 56 048 suffrages de préférence, ce qui constitue le meilleur score de la circonscription et le deuxième meilleur résultat de la voïvodie après Maciej Płażyński. Quand la législature s’ouvre, le 19 octobre, il est choisi comme vice-président de la Diète.
Il succède à Płażyński à la tête du groupe PO le 6 avril 2003, puis à la présidence du parti le 1er juin suivant.

### Échec à la présidentielle de 2005
Le 2 mai 2005, Donald Tusk annonce sa candidature à l'élection présidentielle des 9 et 23 octobre suivants. Les sondages de début de campagne le donnent dans le trio de tête, avec le candidat de la formation conservatrice Droit et justice (PiS), Lech Kaczyński, et celui de l'Alliance de la gauche démocratique (SLD), Włodzimierz Cimoszewicz, qui se retire de la course le 14 septembre.

Candidat arrivé en tête du par powiat (Donald Tusk en orange).

Lors des élections parlementaires du 25 septembre, en vue desquelles la Plate-forme civique a annoncé soutenir Jan Rokita pour prendre la tête du gouvernement, Donald Tusk, à nouveau dans la circonscription de Gdańsk, est réélu à la Diète avec 79 237 voix préférentielles, soit le meilleur résultat de la circonscription et de la voïvodie. Au niveau national, PiS devance légèrement la PO et finira par former un gouvernement minoritaire.
Au premier tour de l’élection présidentielle, réalisant ses meilleurs résultats dans l'ouest du pays, Donald Tusk arrive en tête avec 36,3 % des suffrages exprimés, trois points devant Lech Kaczyński. Dans l’entre-deux-tours, il reçoit notamment le soutien du Parti démocrate (PD) et de la Social-démocratie de Pologne (SDPL), tandis que le candidat conservateur obtient l'appui d'Andrzej Lepper, arrivé troisième. Finalement, Lech Kaczyński l’emporte avec 54,04 % et 1,24 million de voix d’avance sur Tusk.
Après cet échec, Donald Tusk reste président de la PO et de son groupe parlementaire, abandonnant toutefois cette dernière fonction le 5 décembre 2006 au profit de Bogdan Zdrojewski.

## Président du Conseil des ministres de 2007 à 2014

### Élections de 2007 et investiture

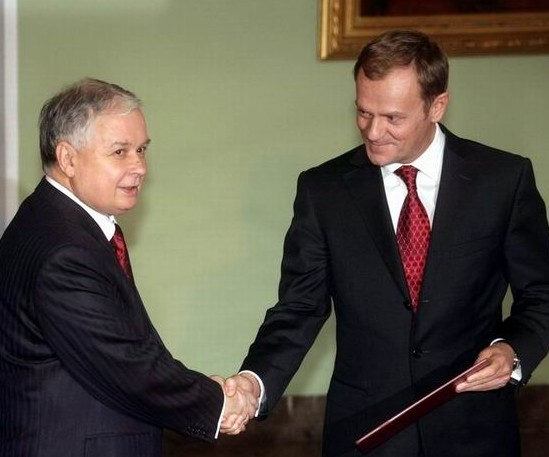
Le président Lech Kaczyński et Donald Tusk au palais présidentiel de Varsovie, le 9 novembre 2007.

Le 7 septembre 2007, après deux années d'instabilité, la Diète vote sa dissolution et des élections parlementaires anticipées sont convoquées pour le 21 octobre 2007. Donald Tusk décide à cette occasion d’abandonner sa circonscription de Gdańsk au profit de la circonscription de Varsovie-I, afin de concurrencer Jarosław Kaczyński, président du Conseil sortant et frère jumeau du président de la République en fonction.
La PO arrive en tête du scrutin : avec 41,5 % des suffrages exprimés à la Diète, elle obtient 209 députés sur 460 sièges à pourvoir ; au Sénat, elle recueille 39,1 % et 60 élus sur 100. Donald Tusk l’emporte dans sa circonscription avec 534 241 votes préférentiels, ce qui constitue le meilleur résultat dans le pays, et devance Jarosław Kaczyński de 260 600 suffrages favorables. Cette victoire reste cependant relative, puisqu'il manque 22 mandats au parti libéral pour avoir la majorité absolue à la chambre basse. Donald Tusk se tourne alors vers le Parti paysan polonais (PSL) de Waldemar Pawlak, qui dispose de 31 députés.
Le 9 novembre 2007, le président Lech Kaczyński confie à Donald Tusk la mission de former le nouveau gouvernement polonais. Une semaine plus tard, le 16 novembre, Donald Tusk et son gouvernement prêtent serment au palais présidentiel de Varsovie. Le 24 novembre, après une déclaration de politique générale dans laquelle il appelle à nouveau au « retour de la Pologne au cœur de l'UE », le nouveau chef du gouvernement remporte le vote de confiance par 238 voix sur 442 députés présents. Son cabinet compte dix-huit membres, soit quatre de moins que le précédent au pouvoir, dont cinq femmes et sept indépendants.

### Politique intérieure

#### Mesures économiques libérales
La politique économique du gouvernement Tusk repose essentiellement sur une politique de libre-marché conforme aux orientations européennes, une réduction d'impôts et des privatisations d'entreprises publiques. Par ailleurs, la construction d'un vaste réseau routier national et les préparations du championnat d'Europe de football 2012 sont déclarées priorités gouvernementales.

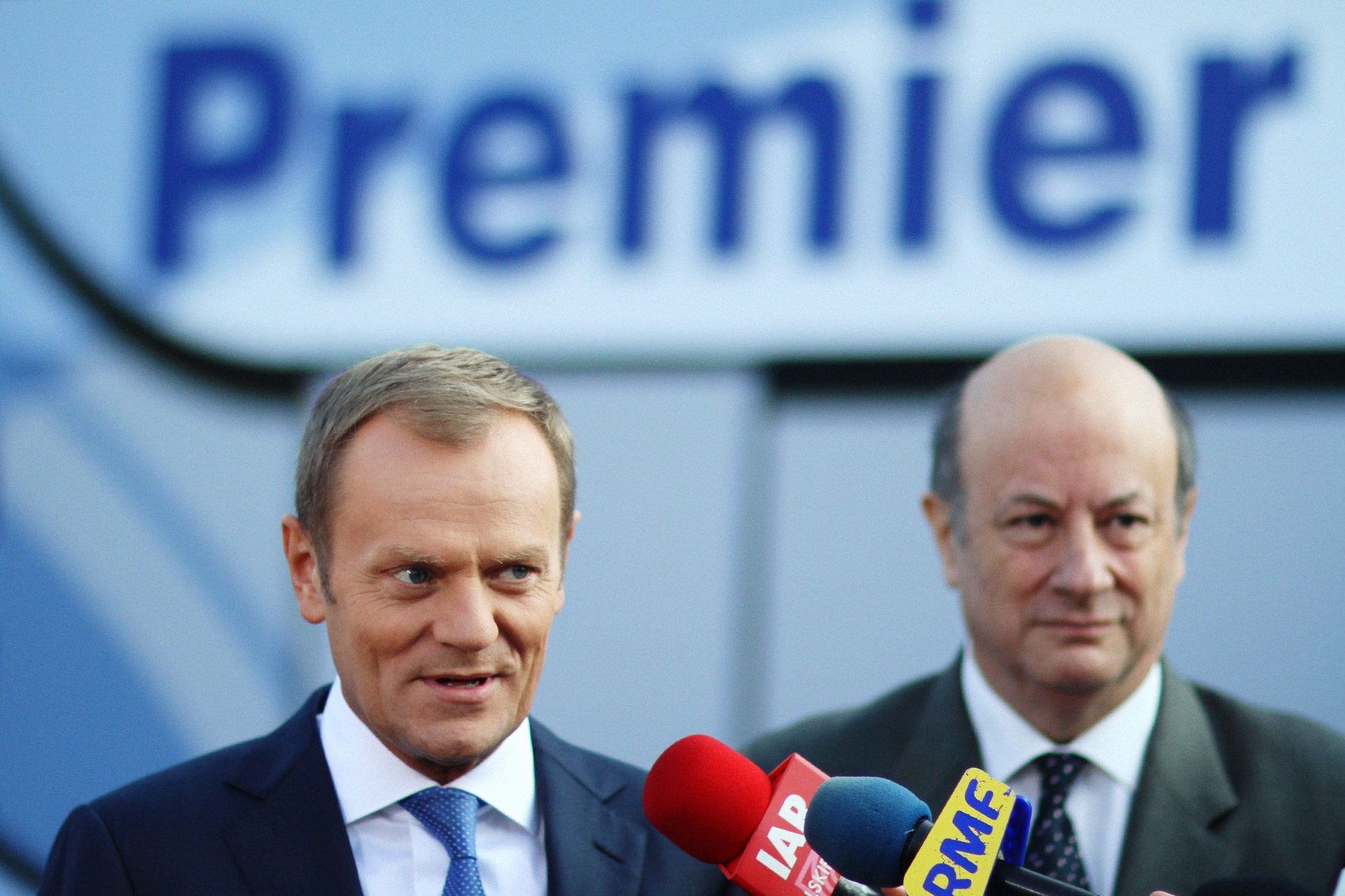
Donald Tusk et son ministre des Finances, Jacek Rostowski, en 2011.

En 2012, au nom de la lutte contre le déficit public et la décroissance démographique, il fait voter une réforme repoussant progressivement l’âge légal de départ à la retraite à 67 ans pour tous, contre auparavant 65 ans pour les hommes et 60 pour les femmes. Il réforme également le régime des policiers et militaires, exigeant de ceux-ci au moins 25 ans de cotisation (contre quinze précédemment) et qu’ils aient au moins 55 ans pour partir à la retraite. Critiquées par les syndicats, dont Solidarność, et l'opposition de gauche comme de droite, ces mesures conduisent à une baisse de la popularité du gouvernement Tusk,.
Lors de la grippe A (H1N1) de 2009, le gouvernement décide de ne pas acheter de vaccins contre la pandémie. Face aux critiques suscitées par cette décision, Donald Tusk affirme que « l’empressement de certains pays semble être excessif et disproportionné à la situation réelle épidémiologique ».

#### Projets de révision constitutionnelle
Les relations entre le président Kaczyński et le chef de gouvernement sont souvent conflictuelles. Utilisant son droit de veto, le chef de l’État bloque un certain nombre de projets de loi, dont la réforme des retraites, la réforme des plans de zones agricoles et urbaines, ou la réforme de la télévision publique.
Dans ce contexte, Donald Tusk propose des réformes de la Constitution de la Pologne. En 2009, il déclare que « le président ne devrait pas avoir droit de veto ». Le chef du gouvernement soutient l'idée de transférer la quasi-totalité du pouvoir exécutif au président du Conseil des ministres, y compris pour les sommets internationaux. Le gouvernement propose de faire passer le nombre de députés à la Diète de 460 à 300, avançant « des raisons économiques », et de supprimer le Sénat ou de faire passer le nombre de ses membres de 100 à 49, tout en y faisant siéger les anciens présidents de la République, ainsi que de supprimer l'immunité parlementaire. L’opposition conservatrice critique vivement ces projets.

#### Élection présidentielle de 2010
Dans un entretien au quotidien britannique Financial Times en janvier 2010, Donald Tusk met un terme aux spéculations entourant une possible candidature à l'élection présidentielle prévue en octobre suivant en affirmant qu'il n’entend pas briguer une seconde fois la présidence du pays,. À la suite d'une primaire au sein de la PO, le président de la Diète, Bronisław Komorowski, est désigné candidat.
Le 10 avril 2010, l'avion du président Kaczyński s'écrase à Smolensk, en Russie. Bronisław Komorowski est alors chargé d’assurer la présidence par intérim. Donald Tusk lui apporte ensuite son soutien en vue de l'élection anticipée des 20 juin et 4 juillet. Le président par intérim l’emporte au second tour avec 53,01 % des voix face à Jarosław Kaczyński.

#### Reconduction aux élections de 2011

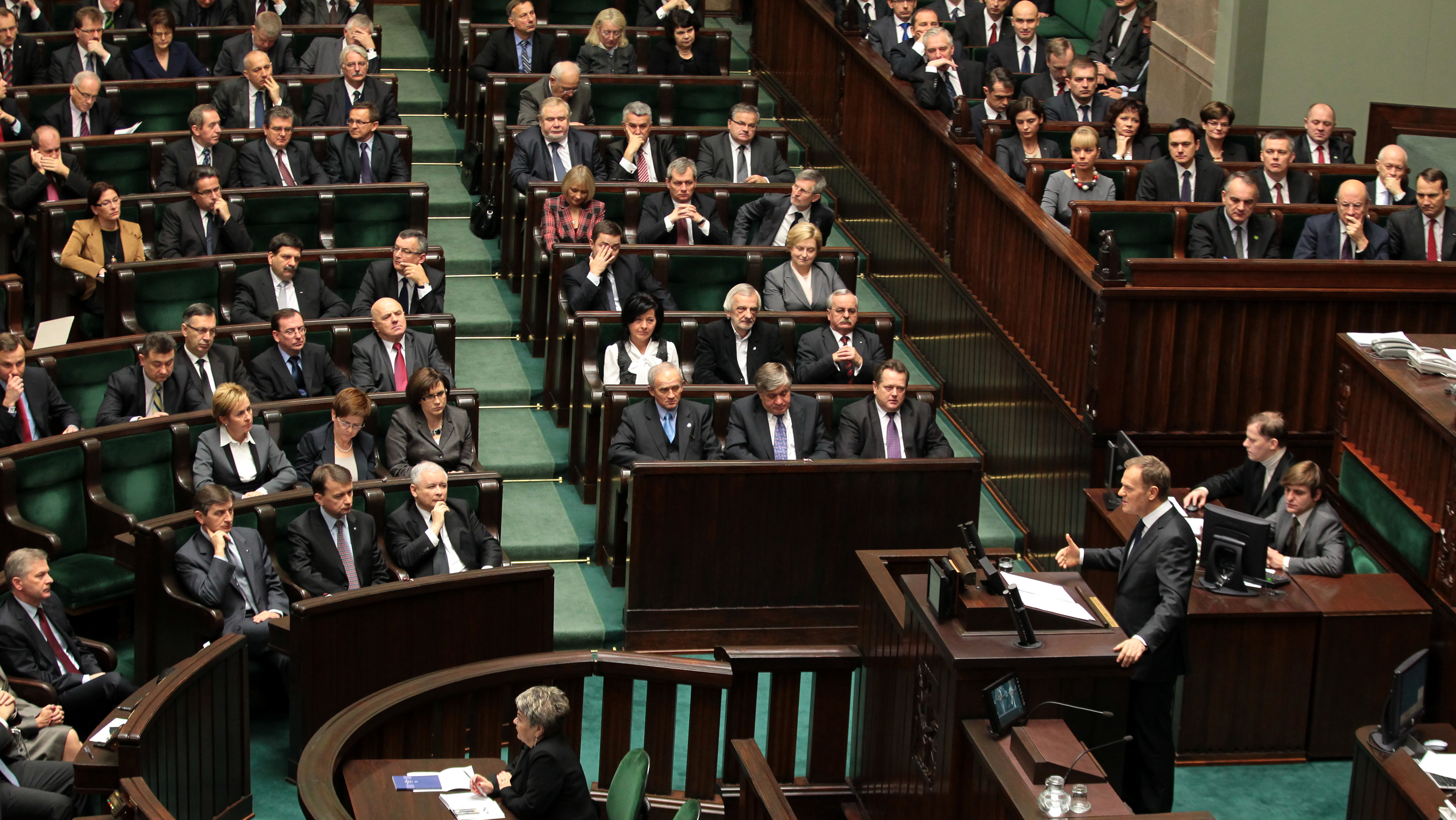
Donald Tusk prononçant sa déclaration de politique générale à la Diète, le 18 novembre 2011.

Lors des élections parlementaires du 9 octobre 2011, la PO arrive largement en tête, gagnant trois sièges au Sénat mais en perdant deux à la Diète. Sa coalition avec le PSL conserve ainsi la majorité absolue à la chambre basse. C'est la première fois depuis la fin du communisme, en 1989, qu'une majorité sortante est reconduite. Donald Tusk est réélu député dans la circonscription de Varsovie-I avec un total de 374 920 suffrages de préférence, soit une avance de 172 700 bulletins sur Jarosław Kaczyński.
Le 8 novembre 2011, le président de la République Bronisław Komorowski lui confie de nouveau la mission de former le gouvernement. Il se présente dix jours plus tard avec une équipe de dix-neuf ministres, dont dix nouveaux, quatre femmes et six indépendants. Les principaux ministres sont ainsi reconduits, et l'ancien social-démocrate Bartosz Arłukowicz obtient le poste de ministre de la Santé.
À la fin du mois de février 2013, la PO connaît un important conflit entre sa tendance libérale et son aile conservatrice, au sujet du projet gouvernemental de partenariat enregistré. Tusk pose alors un ultimatum aux conservateurs, emmenés par le ministre de la Justice Jarosław Gowin, dont il questionne le maintien au gouvernement, décidant finalement de le maintenir dans ses fonctions après deux entretiens avec lui. Il annonce, finalement, la révocation du ministre Gowin, le 30 avril suivant. Le 6 mai, Marek Biernacki, un ancien ministre de l'Intérieur, se voit confier le portefeuille vacant de la Justice.

#### Scandale des écoutes illégales
Le 16 juin 2014, l'hebdomadaire Wprost fait état d'un accord conclu en 2011 entre le ministre de l'Intérieur, Bartłomiej Sienkiewicz, et le président de la Banque centrale, Marek Belka, celui-ci promettant de soutenir la politique économique du gouvernement de Donald Tusk si le président du Conseil se décidait à se séparer de son ministre des Finances, Jacek Rostowski. Cet accord est révélé grâce à des enregistrements illégaux diffusés par l'hebdomadaire, qui, à la suite de ces révélations, commence à subir des pressions judiciaires et policières. Donald Tusk, suivi par le président Komorowski, déclare que si la crise de confiance née de ces événements devait durer, des élections législatives pourraient être convoquées de manière anticipée. Se soumettant à un vote de confiance à la Diète le 25 juin 2014, il l'emporte par 237 voix contre 203.

### Politique étrangère

#### Au niveau européen

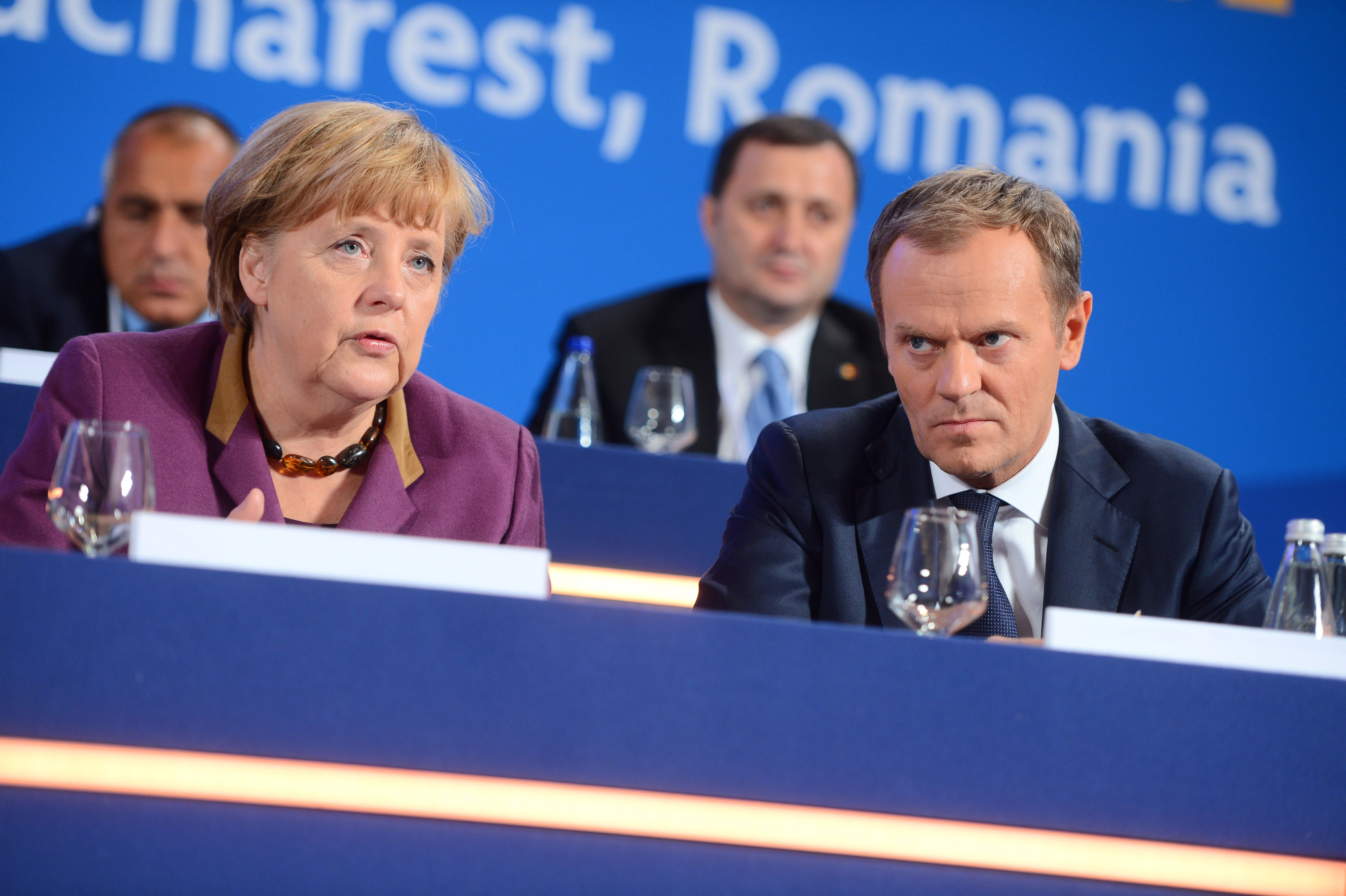
Donald Tusk et Angela Merkel (2012).

Alors que les précédents gouvernements conservateurs s’étaient montrés eurosceptiques, notamment avec l'Allemagne et la Russie, la politique étrangère du gouvernement Tusk vise à améliorer les relations avec les autres pays européens. Cependant, Donald Tusk critique les propos de la députée allemande Erika Steinbach, qui exprime en février 2009 une opinion critique sur l'expulsion des Allemands de Pologne après la Seconde Guerre mondiale.
Il soutient le traité de Lisbonne, contrairement au président Kaczyński, et se prononce pour l'entrée de la Pologne dans la zone euro en 2012, avant de reculer l’échéance à 2015.

#### Vision atlantiste

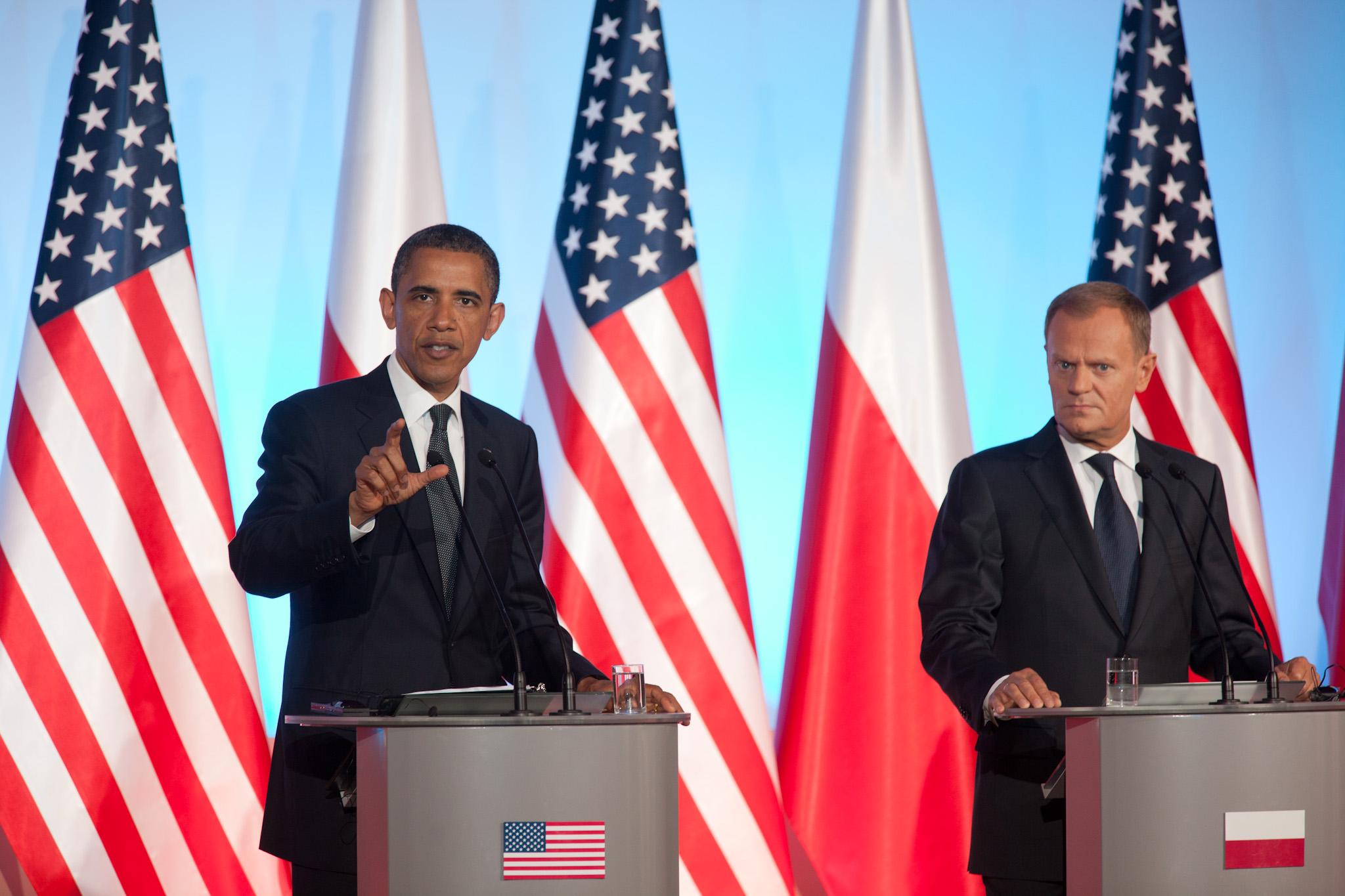
Donald Tusk et le président américain Barack Obama en 2011.

Donald Tusk développe une politique atlantiste, cherchant à se rapprocher des États-Unis.

## Responsabilités européennes

### Président du Conseil européen

#### Désignation et prise de fonction
Lors du sommet du Conseil européen du 30 août 2014 à Bruxelles, Donald Tusk est désigné pour devenir le deuxième président du Conseil européen, en remplacement d’Herman Van Rompuy. Il remet sa démission de président du Conseil des ministres de Pologne au président Bronisław Komorowski le 9 septembre suivant et prend ses fonctions le 1er décembre. Il est reconduit le 9 mars 2017 avec 27 voix contre une, celle de la Pologne, dont le gouvernement est dirigé par la conservatrice Beata Szydło,.

#### Crise de la dette publique grecque
Lors du sommet de la zone euro des 12 juillet et 13 juillet 2015 consacré à la crise de la dette publique grecque, Donald Tusk joue un rôle déterminant dans la négociation d'un troisième plan d’aide à la Grèce, dont le gouvernement de gauche radicale conduit par Alexis Tsipras n’excluait pas d’abandonner l’euro.

#### Afflux migratoires en Europe

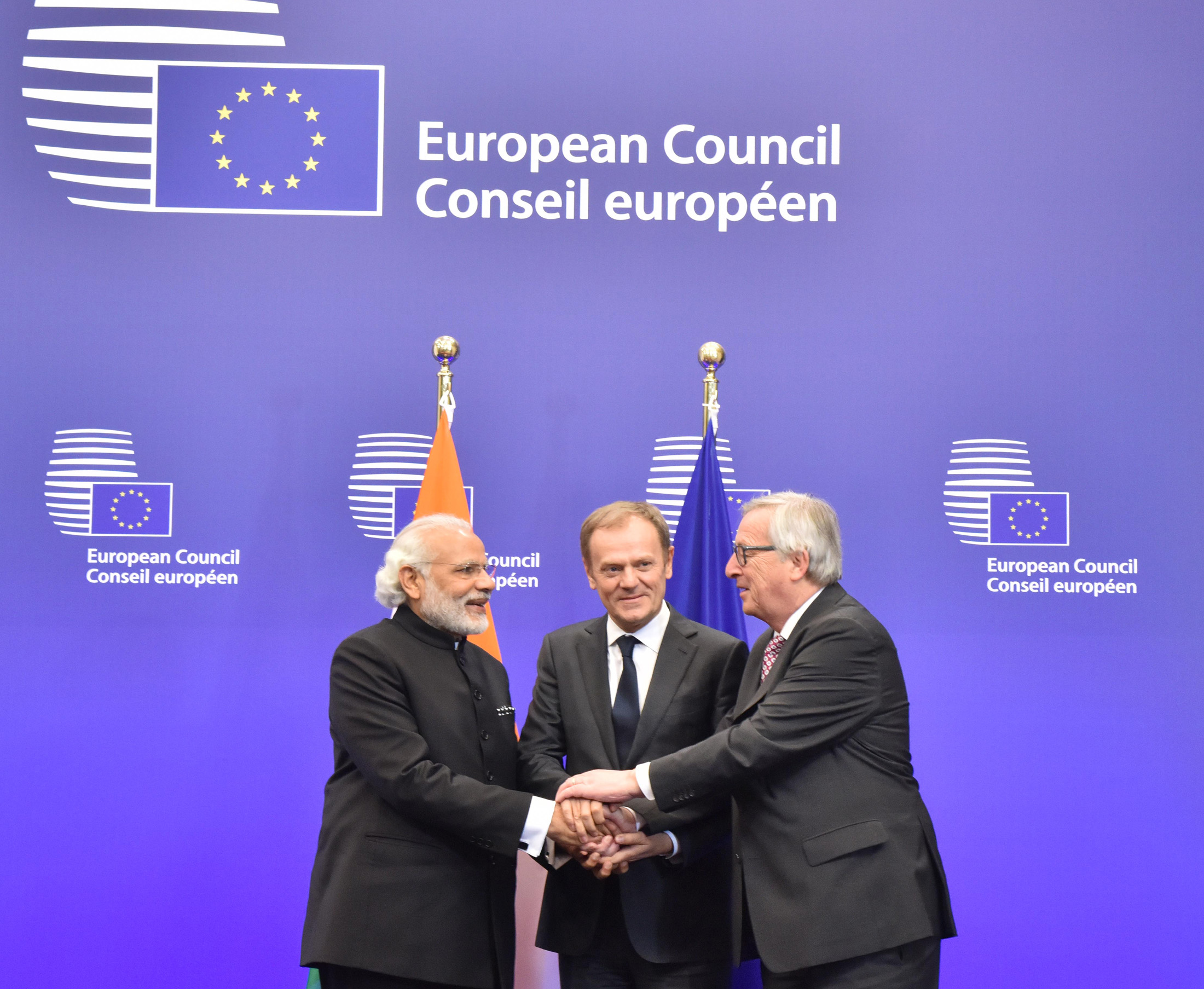
Donald Tusk, Jean-Claude Juncker, président de la Commission européenne, et Narendra Modi, Premier ministre de l’Inde (Bruxelles, 2016).

À l'automne 2015, aux débuts de la crise migratoire en Europe, Donald Tusk est le premier responsable européen à faire des reproches à la chancelière allemande, Angela Merkel, estimant que « le moment est venu de dire que cette vague de migration est trop forte pour ne pas être stoppée ». Il réitère ces propos dans les mois qui suivent, affirmant que « le temps de l’immigration irrégulière en Europe est révolu » et dénonçant « l’hypocrisie et le cynisme de certains pays du G20 dans la lutte contre le trafic de migrants » : pour lui, l'Union européenne ne doit pas ouvrir la porte à l'immigration clandestine mais « stopper la vague à sa source, soit en Afrique du Nord ». En 2018, il déclare que les autorités européennes doivent mettre fin au « jeu du blâme » sur la migration et se concentrer à la place sur une collaboration plus étroite avec les pays étrangers et sur le renforcement de sa frontière pour réduire les arrivées.

#### Question du Brexit

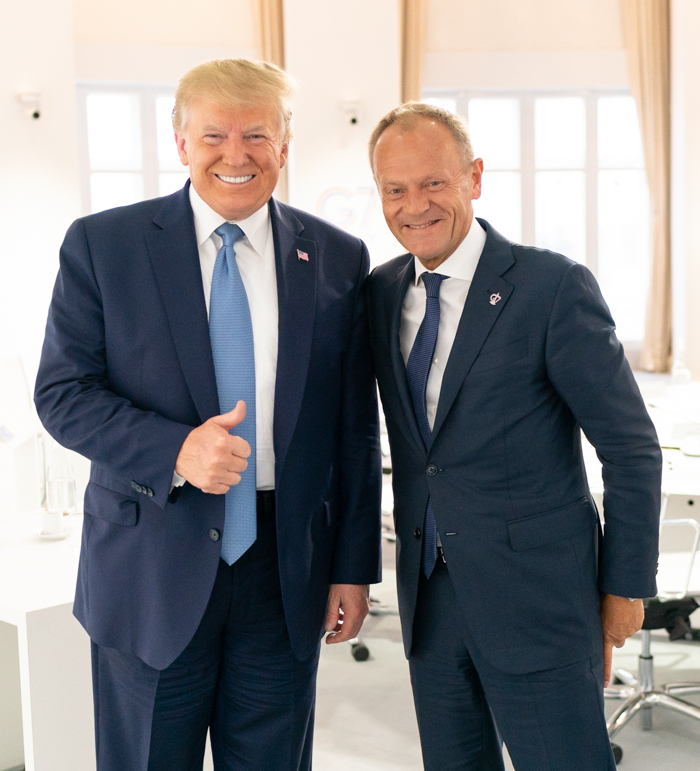
Donald Tusk avec Donald Trump, président des États-Unis, en 2019.

En 2016, avant le référendum sur l'appartenance du Royaume-Uni à l'Union européenne, il critique les « rêves utopiques » des militants du fédéralisme européen : « D'abord, parce que ce n'est simplement pas possible. Et ensuite, parce que cela nourrit le doute et l'euroscepticisme, et pas seulement au Royaume-Uni ». Peu après le vote du « Brexit », il déclare : « Ce serait être une erreur fatale de supposer que le résultat négatif du référendum britannique représente une question spécifiquement britannique […]. Le vote sur le Brexit est une tentative désespérée de répondre aux questions que des millions d’Européens se posent quotidiennement. » Pour lui, ce dont la communauté européenne a besoin, « ce n'est pas plus d'Europe mais une meilleure Europe ».
Il prend part aux difficiles négociations entre le Royaume-Uni et les autorités européennes.

### Président du Parti populaire européen
Alors que son second mandat de président du Conseil européen arrive à son terme (il déclare à cette occasion en avoir « marre d’être le chef européen de la bureaucratie »), son retour en Pologne est évoqué en vue de l’élection présidentielle de 2020, où il est généralement considéré comme l’adversaire le plus crédible face au chef de l’État sortant, Andrzej Duda. Le 5 novembre 2019, Donald Tusk annonce finalement qu'il renonce à se présenter, invoquant un risque de défaite en raison des « décisions difficiles et impopulaires » prises lorsqu'il était à la tête du gouvernement. Il apparaît particulièrement clivant dans son pays, étant adulé par ses partisans et haï par ses adversaires.

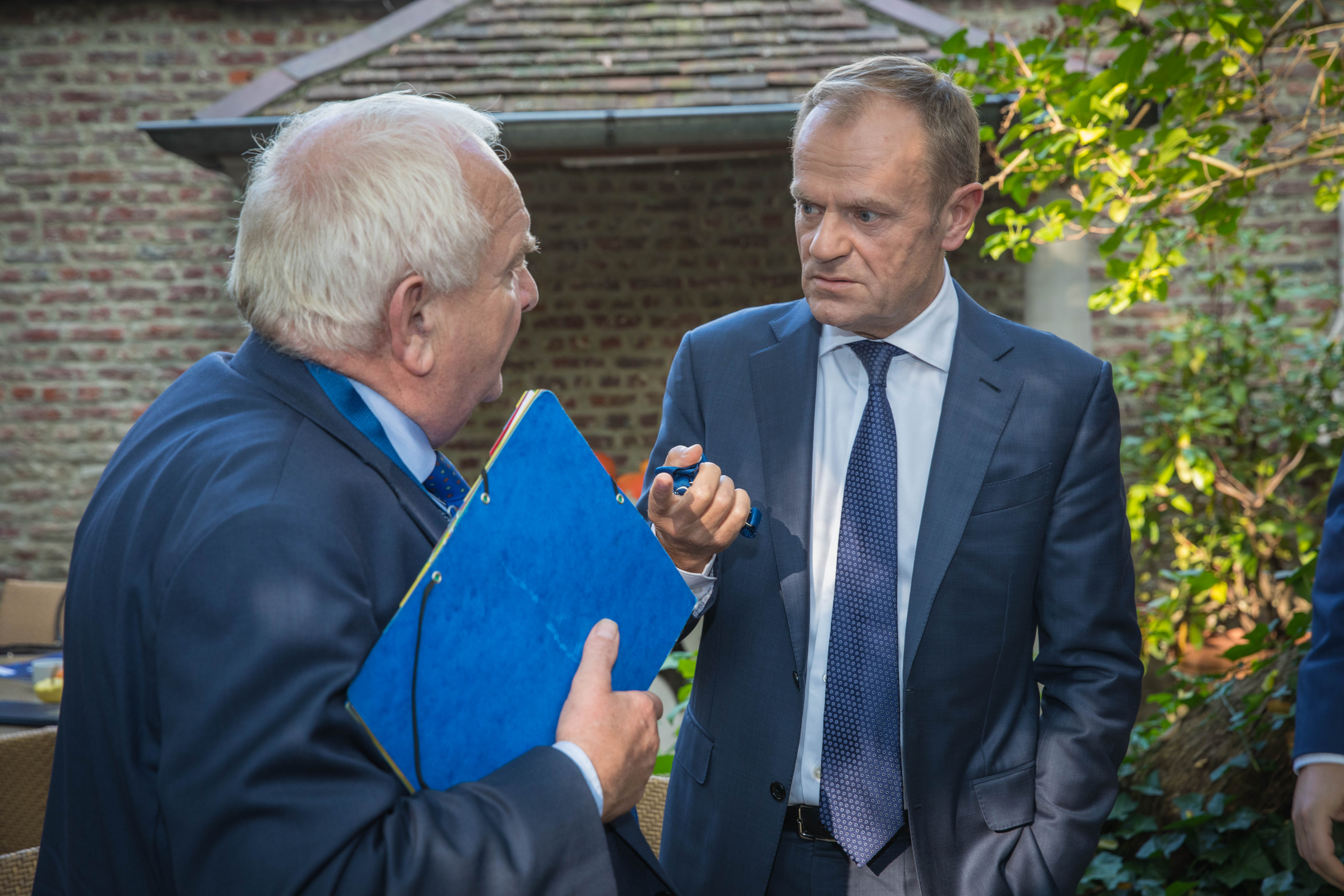
Donald Tusk en compagnie de Joseph Daul, à qui il succède à la présidence du PPE en 2019.

Le 20 novembre suivant, seul candidat, il est élu président du Parti populaire européen (PPE), qui regroupe les principaux partis de droite et du centre droit en Europe. Il succède au Français Joseph Daul dans un contexte d’affaiblissement du groupe du PPE à la suite des élections européennes de 2019, marquées par la montée des populistes de droite et d’extrême droite — qu'il dénonce fréquemment — et des libéraux de l’ALDE.
Il doit notamment gérer la question de l’appartenance au PPE de la formation hongroise Fidesz du Premier ministre Viktor Orbán, suspendue du parti européen depuis mars 2019 en raison de ses positions « illibérales » et des critiques formulées contre le président de la Commission européenne, Jean-Claude Juncker. En 2020, Donald Tusk se prononce pour l’exclusion du Fidesz, invoquant une « dérive nationaliste » et des atteintes à l’État de droit. L’année suivante, le Fidesz quitte de sa propre initiative le PPE,.

## Retour dans l'opposition en Pologne et élections législatives de 2023
Bien que se tenant éloigné de la vie politique active de son pays, Donald Tusk commente régulièrement la situation politique en Pologne, qui est dirigée par les conservateurs depuis les élections parlementaires de 2015. Comme d’autres figures de l’opposition, il prend position contre la tenue de l’élection présidentielle polonaise de 2020 par correspondance en mai 2020, en pleine pandémie de Covid-19, ; le scrutin se déroule finalement de façon traditionnelle à l’été 2020 et voit la réélection du conservateur Andrzej Duda face au maire de Varsovie, Rafał Trzaskowski, investi par la PO.
Le 3 juillet 2021, le président de la Plate-forme civique, Borys Budka, démissionne. Donald Tusk est alors élu vice-président du parti, chargé d’assumer les prérogatives attachés à sa présidence, en attendant un conseil national de la PO l’élisant formellement à sa tête. Cette décision intervient alors que le parti libéral est donné en troisième position dans les sondages, derrière PiS et Pologne 2050, un nouveau parti centriste fondé par Szymon Hołownia, qui a créé la surprise avec 14 % des voix au premier tour de l’élection présidentielle de 2020. En raison de ce retour, Rafał Trzaskowski renonce à briguer la présidence de la Plate-forme civique.

Le 24 octobre 2021, il est élu président de la PO lors d'un congrès avec 97 % des voix.

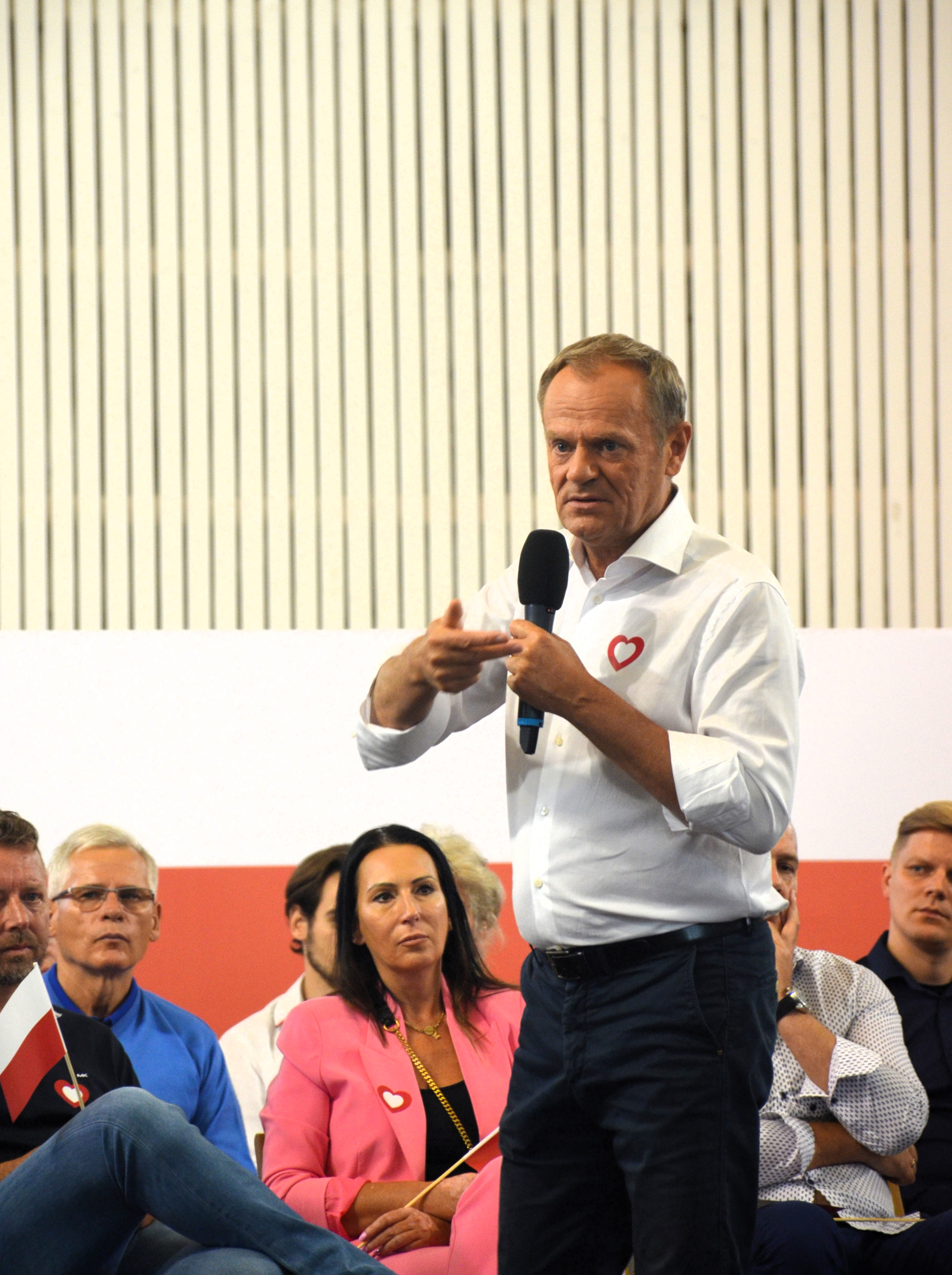
Donald Tusk en campagne pour les élections parlementaires de 2023.

Lors des élections parlementaires du 16 octobre 2023, Donald Tusk conduit la Coalition civique (KO), qui regroupe principalement des partis centristes : la Plate-forme civique (PO), qu'il préside, .Moderne (.M), Initiative polonaise (iPL), Les Verts (Zieloni) et Agrounia (AU). Cette coalition arrive deuxième, derrière le parti conservateur au pouvoir, Droit et Justice. Cependant, Tusk semble en mesure de revenir au pouvoir puisque l'ensemble de l'opposition, qui réunit également Troisième Voie (TD) et La Gauche (Lewica), totalise 53,7 % des suffrages aux élections législatives.

## Seconde présidence du Conseil des ministres (depuis 2023)
Selon la Constitution, il revient au président de la République de proposer en premier un candidat à la présidence du Conseil des ministres, celui-ci devant obligatoirement obtenir ensuite la confiance de la Diète. Les 24 et 25 octobre, Andrzej Duda engage ses consultations avec les différents partis représentés au sein de la Diète. Bénéficiant du soutien de la KO, de TD et de Lewica, Donald Tusk indique lors de son entretien avec le président Duda qu'il est prêt à gouverner de nouveau. De son côté, ce dernier a déjà publiquement annoncé son intention de désigner comme mandataire présidentiel une personnalité issue du parti ayant remporté les élections parlementaires. Le 6 novembre, le chef de l'État fait savoir qu'il a effectivement confié la mission de former le prochain exécutif polonais au président du Conseil sortant.
Les trois forces de l'opposition signent, le 10 novembre, leur accord de coalition, confirmant la mise en minorité de la Droite unie. Comme prévu, un mois plus tard, le 11 décembre, le gouvernement Morawiecki III n'obtient pas la confiance, recueillant seulement 190 voix favorables et 266 voix contre. Quelques heures après cet échec, la candidature de Donald Tusk est approuvée par la Diète avec 248 voix pour et 201 contre. Le nouvel exécutif obtient la confiance le 12 décembre avec le même nombre de voix que la veille puis est assermenté le lendemain,.
Dès son entrée en fonction, le 15 décembre, le nouveau gouvernement commence à remanier les institutions médiatiques publiques, qui sont mises en liquidation, étant, selon lui, trop proches du parti conservateur Droit et Justice. Les médias publics sont alors au cœur d’une bataille politique entre le gouvernement et le président nationaliste Andrzej Duda, un bras de fer qui semble inaugurer une cohabitation mouvementée.
En octobre 2024, afin de limiter l'immigration clandestine liée à la crise frontalière avec la Biélorussie, Donald Tusk annonce que le droit d'asile doit être temporairement suspendu et déclare son intention d'exiger la reconnaissance de cette décision en Europe. Il accuse alors Vladimir Poutine et le dirigeant biélorusse Alexandre Loukachenko d'utiliser les réfugiés et les migrants pour faire pression sur son pays. Concernant le pacte migratoire européen, il menace de ne respecter ni de mettre en œuvre aucune des idées de l'Union européenne menaçant la sécurité de son pays.
Le président du Tribunal constitutionnel, Bogdan Święczkowski, annonce le 7 février 2025 que le procureur général adjoint Michał Ostrowski a ouvert une enquête portant sur Donald Tusk, les présidents des deux chambres du Parlement, le directeur du Centre de législation du Gouvernement, ainsi que plusieurs juges et procureurs à la suite d'accusations de participation à un coup d'État présumé,,,. Tusk et d’autres dirigeants sont accusés d’avoir fait partie d’un groupe criminel organisé visant à modifier le système constitutionnel de la Pologne. Les faits incriminés seraient survenus à partir du 13 décembre 2024 et incluraient des tentatives de restriction des activités du Tribunal constitutionnel, du Conseil national de la magistrature (KRS) et de la Cour suprême. En réaction à cette enquête, Donald Tusk a moqué les accusations en publiant sur le réseau social X un message « Coup d’État », accompagné d’un emoji rieur,,,. Le 12 février 2025, Adam Bodnar, ministre polonais de la Justice, annonce la suspension de Michał Ostrowski,.
En mars 2025, Donald Tusk déclare que la Pologne doit envisager d’acquérir des capacités nucléaires face à la menace russe et à un possible désengagement des États-Unis en Europe. Lors d’un discours au Parlement, il insiste sur la nécessité pour la Pologne d’accéder aux technologies militaires les plus avancées, y compris aux armes nucléaires et non conventionnelles.

## Distinctions
Donald Tusk, qui parle couramment l'allemand, reçoit le prix Charlemagne de la ville d’Aix-la-Chapelle le 13 mai 2010, pour sa politique européenne. Le magazine Time l'a mentionné dans sa liste des 100 personnes les plus influentes de l'année 2024.

## Décorations
- Grand-croix de l'ordre de la Croix de Terra Mariana ( Estonie, 2014)
- Médaille de l'ordre présidentiel d'excellence (en) ( Géorgie, 2013)
- Grand-cordon de l'ordre du Soleil levant  ( Japon, 2021)
- Grand-croix de l'ordre du Soleil ( Pérou, 2008)
- Grand-croix de l'ordre royal norvégien du Mérite ( Norvège, 2012)
- Première classe de l'ordre du Prince Iaroslav le Sage ( Ukraine, 2019)